# Pole (tvrz)
Pole je tvrz ve stejnojmenné vesnici u Kadova v okrese Strakonice. Založena byla na počátku sedmnáctého století a jako panské sídlo sloužila až do jeho druhé poloviny, kdy vesnici koupili Černínové z Chudenic. Nepotřebné panské sídlo bylo upraveno na sýpku a později na byty úředníků správy panství. Areál tvrze je chráněn jako kulturní památka.

## Historie
Ves Pole existovala už v první čtvrtině třináctého století. Roku 1577 ji Adam ze Šternberka prodal Zikmundovi Doupovskému na Hlavňovicích. Renesanční tvrz si zde nechal postavit pravděpodobně až další majitel, kterým byl od roku 1595 Jan nejstarší Horčice z Prostého. Rok dokončení stavby by mohl dokládat nápis „Anno 1613“ nalezený v levé části severního štítu. Po Janově smrti v roce 1616 statek zdědila vdova Kateřina Horčicová, rozená z Kokořova, a později dcera Saloména Vratislavová z Prostého. Saloména zemřela před rokem 1630 a celý majetek připadl jejím dětem: Kateřině Vratislavové z Mitrovic, Anně Benedové z Nečtin, Markétě Lažanské, Elišce Černínové a synovi Jiřímu Zdeňkovi Vratislavovi z Mitrovic. K panství tehdy patřily Bratronice, Mirotice, Bezděkov, Pole, polovina Kadova a Záboří. Podíl Jiřího Zdeňka tvořily tvrz Pole se dvorem a vesnicí, polovina kadovského statku a ves Vrbný. Celý Jiřího statek byl zadlužený, a proto byl roku 1631 komisionálně prodán Kateřině Vratislavové z Mitrovic, přičemž byla poprvé zmíněna polská tvrz.
Kateřina statek Pole vlastnila jen do roku 1635 (podle Augusta Sedláčka k prodeji došlo roku 1640), kdy jej kvůli obtížím při hospodaření prodala švagrovi Albrechtu Benedovi z Nečtin, manželovi sestry Anny, který sídlil v blízkém Záboří. Jiří Zdeněk Vratislav z Mitrovic mezitím dospěl a dosáhl zrušení smlouvy z roku 1631, čímž se stal majitelem polského statku, který mu patřil až do smrti v roce 1656. Statek zdědila vdova Maximiliana Kateřina Vratislavová z Vrabí a po její smrti Pole roku 1674 převzal Jiřího strýc Václav Ignác Vratislav z Mitrovic. Od něj Pole roku 1682 koupil Tomáš Zacheus Černín z Chudenic a připojil jej k lnářskému panství. Černínové tvrz přestavěli na sýpku, ale okolo roku 1840 budova sloužila k bydlení úředníků správy panství.
Ve druhé polovině dvacátého století areál tvrze využívalo jednotné zemědělské družstvo a po roce 1989 jej získali zpět dědicové původních majitelů, kteří zahájili rekonstrukci tvrze. V letech 1996–1999 bylo opraveno oplocení a nejvážnější poruchy střešních konstrukcí. Poté byly obnoveny části fasád a provedeny archeologické a architektonické průzkumy, při kterých bylo zjištěno, že terén v okolí budovy byl v několika etapách přibližně o půl metru navýšen. Zjištěné informace byly použity při plánování dalších fází rekonstrukce.

## Stavební podoba
Jednopatrová budova tvrze má obdélný půdorys s rozměry přibližně 12 × 20 metrů. Z půdorysu vybočuje pouze čtyři metry široký rizalit u severovýchodního nároží. Sedlovou střechu na kratších stranách uzavírají renesanční štíty. Sjednocujícím prvkem všech fasád je profilovaná římsa nad prvním patrem. Dovnitř se vstupuje žulovým portálem v západním průčelí, nad nímž jsou erby Jana nejstaršího Horčice z Prostého a jeho manželky Kateřiny z Kokořova. Vstupní síň je zaklenutá valenou klenbou s výsečemi a různé druhy valených kleneb jsou použité i v dalších přízemních prostorech. Do prvního patra vede dvouramenné vřetenové schodiště. Místnosti v prvním patře mají ploché stropy a původní členění pokojů bylo podle plánů z roku 1969 upraveno na tři bytové jednotky.